# 五路站
五路站是京门铁路上的一个火车站，位于北京市海淀区五路居，现在是京门铁路的起点站。

## 简介
五路站原是会让站。民国二十九年（1940年）抢修京门铁路门大线（门头沟至大台段）通车时，门头沟支线扩能加强，在原7.078公里处增建五路站（位于西直门与西黄村站之间）。中华人民共和国成立后，多家专用线先后接轨，并对货场进行了扩建。1971年西直门站至五路站之间的京门铁路线路被拆除，五路站成为京门铁路的东端起点站。1995年前后，车站内有4股道，货物装卸线1股，并有6家专用线接轨。现在该车站主要运输食品饮料等，约每天16时左右来车，几乎每天一列。

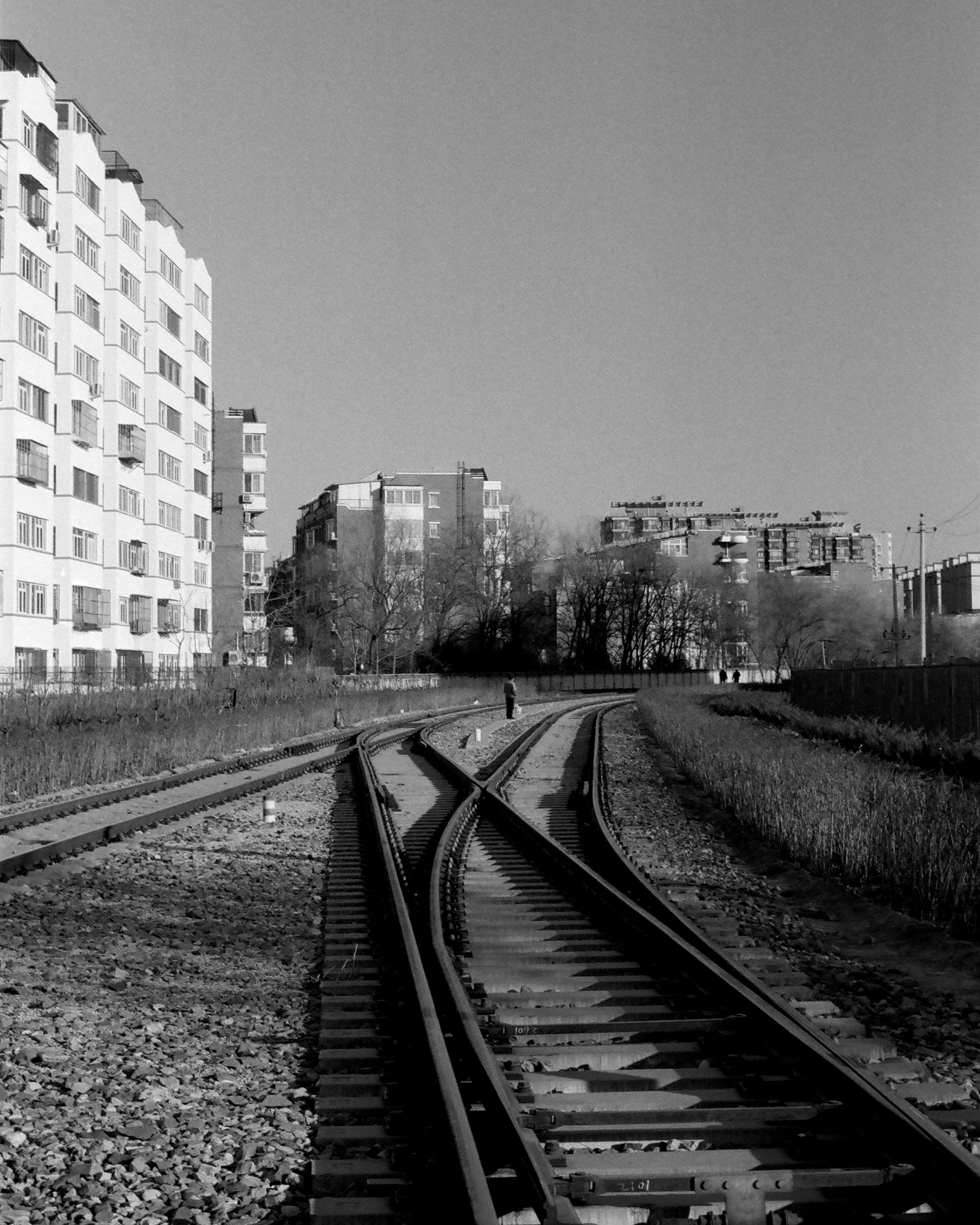
2024年12月拍摄的五路火车站原址靠西一侧的情况。车站内大部分股道及站房建筑已被拆除，仅保留用于列车换向的两条轨道。
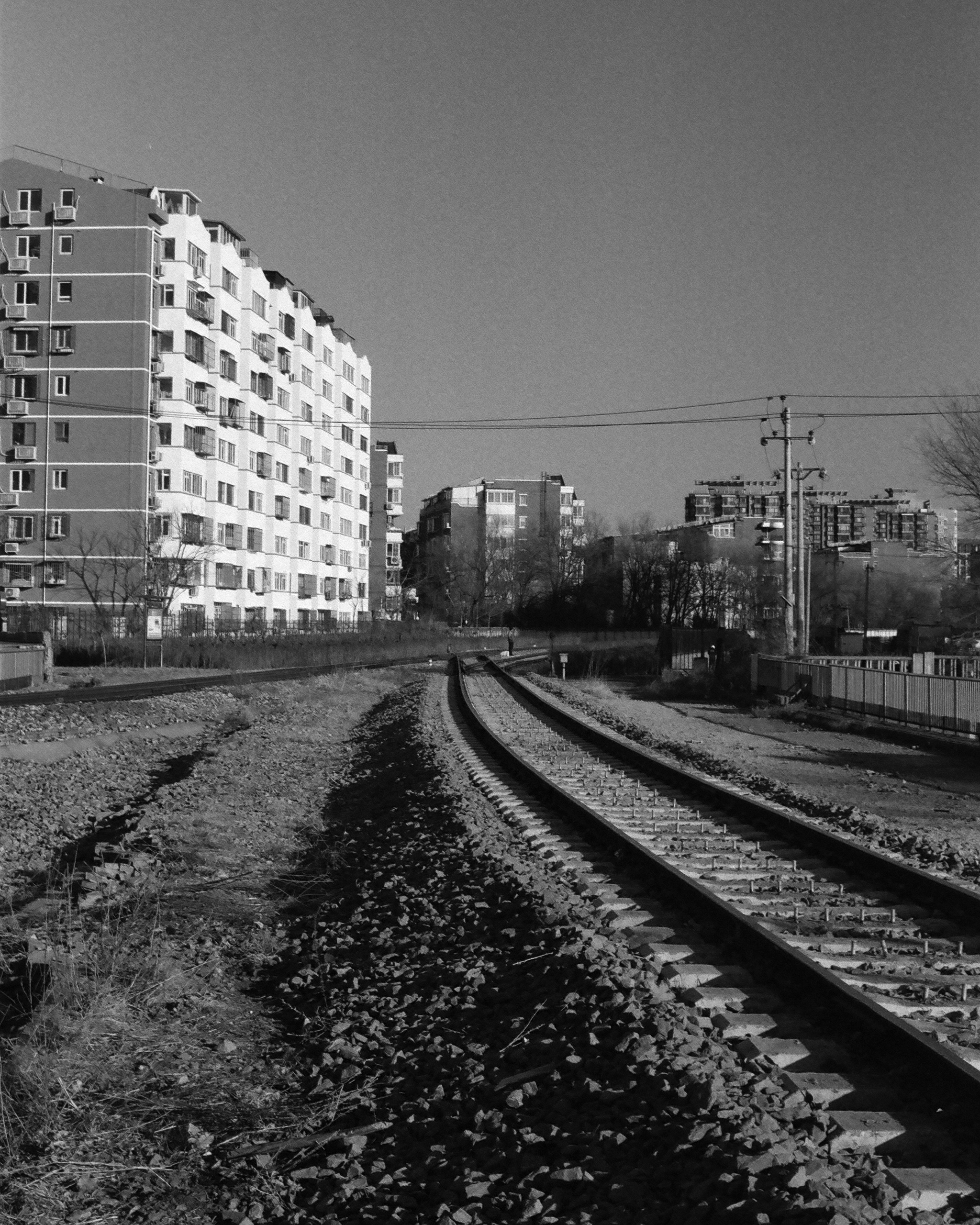
2024年12月拍摄的从西侧接入五路火车站的单线铁路的情况。

在2010年代后期的某个时刻，五路站内的大部分股道与站房建筑被拆除，仅保留车站原址西侧的两条轨道用于列车换向作业。

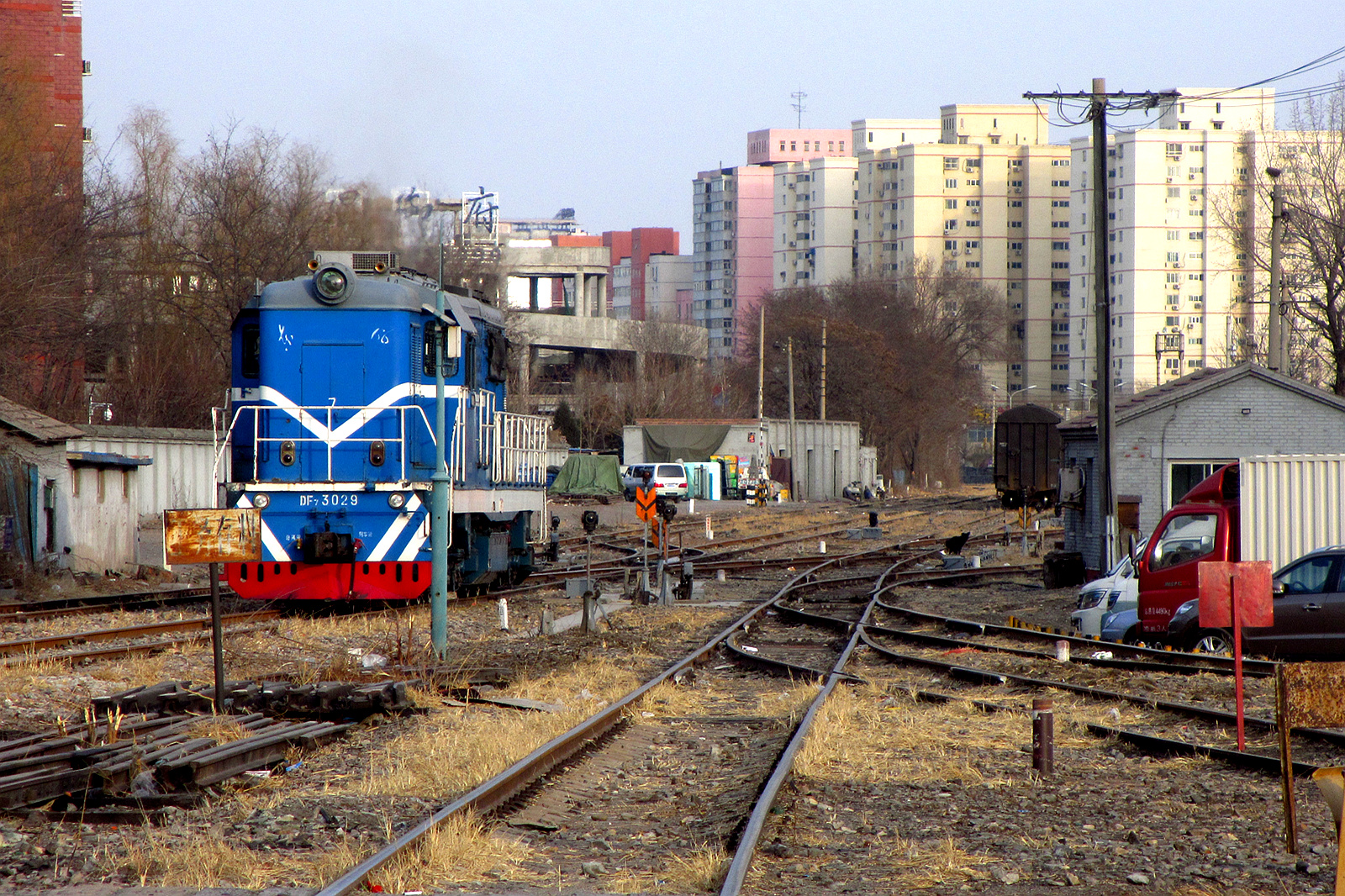
五路火车站内
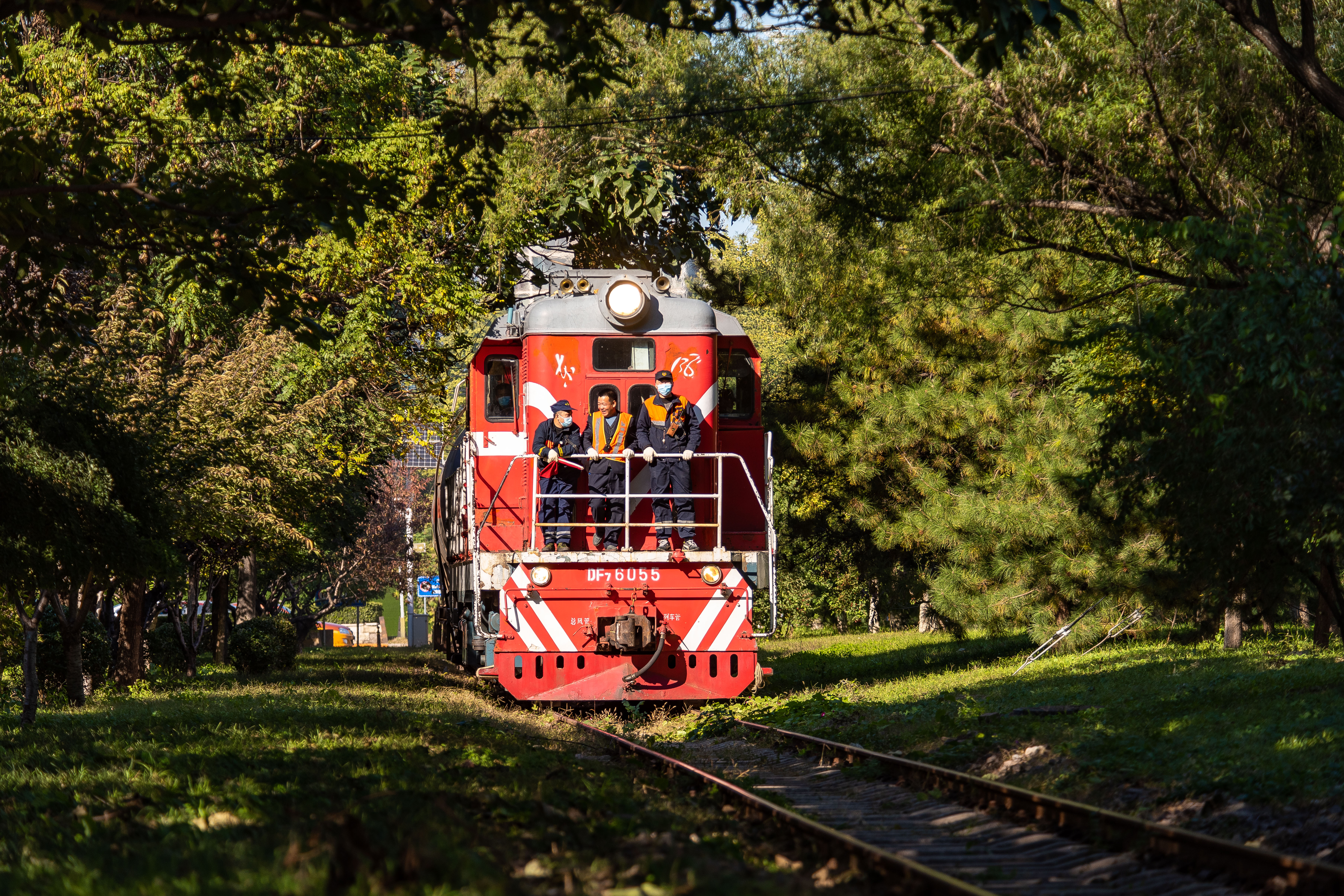
北京西郊机场专用线上的列车